# Sporopipes frontalis
Sporopipes frontalis là một loài chim trong họ Ploceidae.